# Casa Terni-Smolars
La Casa Terni-Smolars es un palacio histórico de Trieste en Italia situado en el nº 6 de la via Dante Alighieri.

## Historia
El edificio fue proyectado por el arquitecto Romeo Depaoli para Augusto Terni en 1906. El palacio lleva el nombre actual desde la apertura en su planta baja de la papelería Smolars de Costanza Carniel Smolars.

## Descripción
El palacio constituye uno de los mejores ejemplos de arquitectura modernista en la ciudad de Trieste. Ocupa un lote libre por tres lados en el centro de la ciudad y se compone de tres secciones, una central, un poco atrasada, y dos laterales. La fachada es animada por un exuberante conjunto decorativo de columnas, pequeños balcones, lesenas, pilastras y cornisas.
Por encima del ingreso principal hay una grande ventana circular ornada hacia los lados por dos estatuas femeninas realizadas por Romeo Rathmann. Este realizó también las esculturas que decoran el techo del edificio.